# Yuan Dang
Yuan Dang (kinesiska: 元荡) är en sjö i Kina. Den ligger i den östra delen av landet, 1 100 km söder om huvudstaden Peking. Arean är 12,9 kvadratkilometer. Den sträcker sig 4,3 kilometer i nord-sydlig riktning, och 5,7 kilometer i öst-västlig riktning.